# Jeff Franklin
Jeffrey Steven Franklin, mer känd som Jeff Franklin, född 21 januari 1955 i Inglewood, Kalifornien, är en amerikansk producent, manusförfattare och regissör. Han är bland annat känd för att ha varit skaparen bakom TV-serien Huset fullt (Full House) samt dess uppföljare Huset fullt – igen (Fuller House).